# Менат

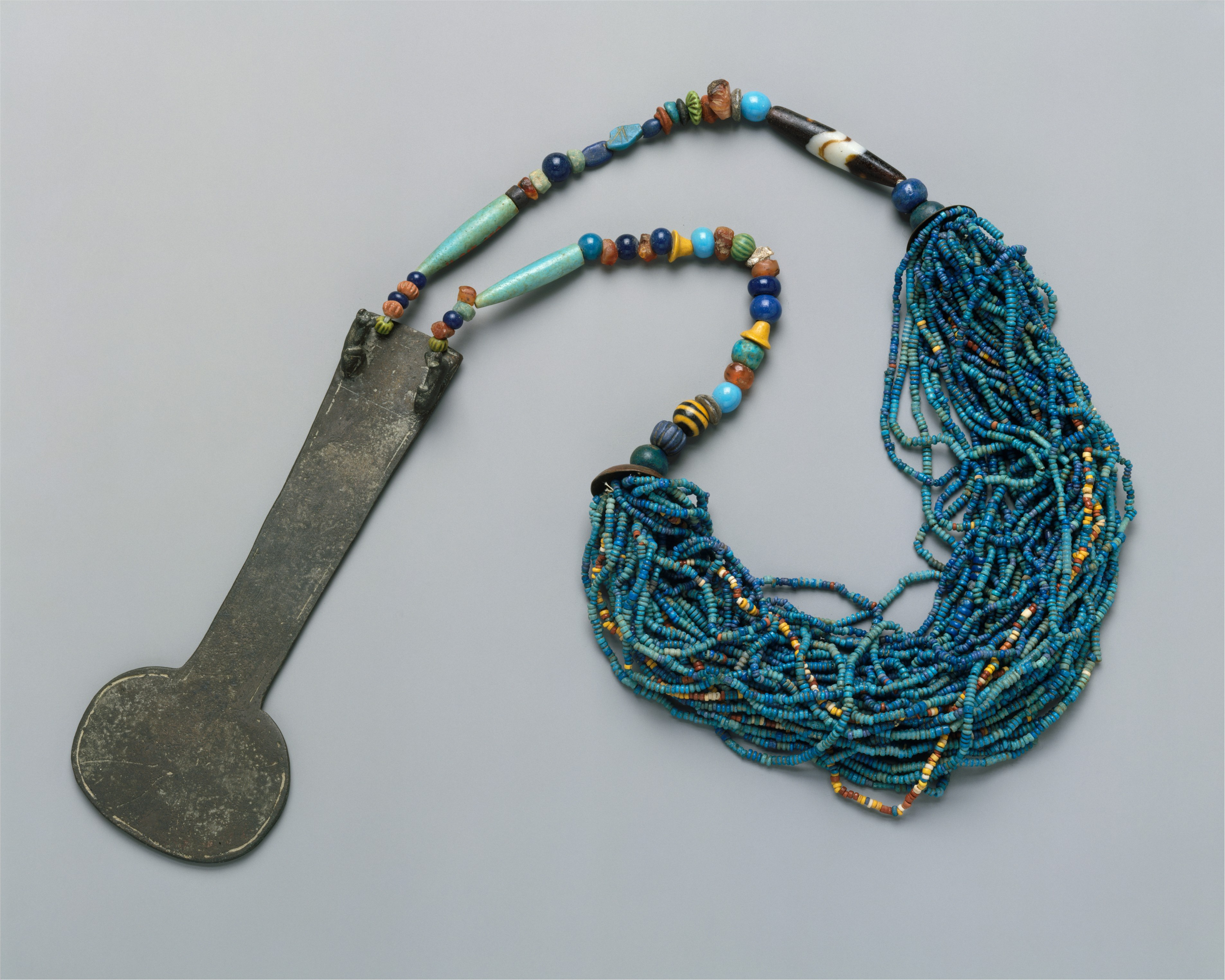
Ожерелье менат конца XVIII династии

Менат (егип. mnj.t; араб. منات‎) — символ древнеегипетской богини Хатхор, а также связанное с нею ожерелье — музыкальный инструмент. К правлению Аменхотепа III менат стал ассоциироваться с культом богини Мут.

## Описание
| S18 |

| S18 |

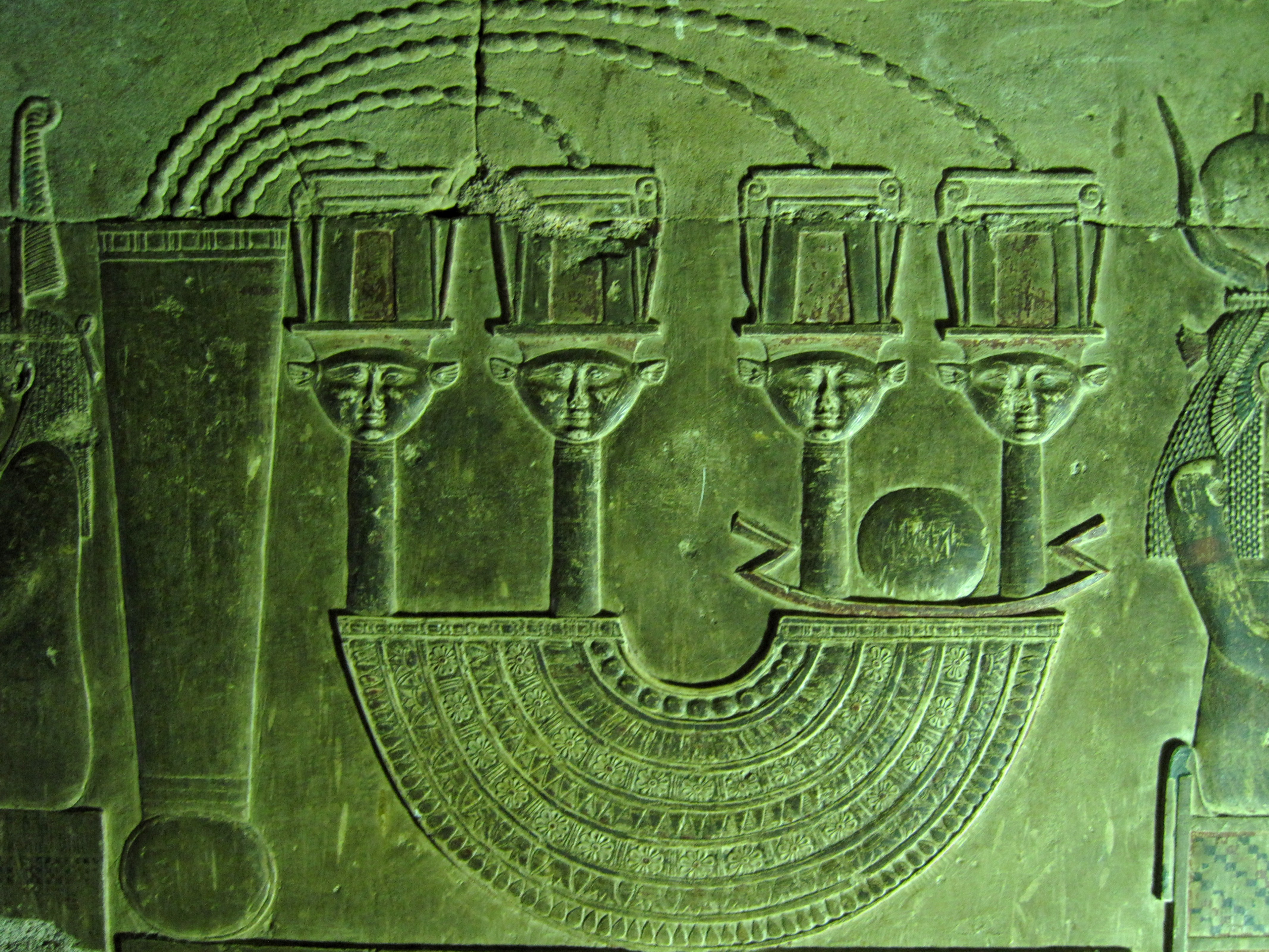
Менат на рельефе в храме Хатхор в Дендере

Наименование мената в иероглифике отличалось от начертания имени Хатхор. Менат нередко дополнял изображения божеств, связанных с Хатхор.
Фрагмент мената в виде плоской таблички называется «эгида» (от греческого «щит»), который носили на груди. От него отходили нити бисера, на концах которых крепился противовес, свисавший на спине. Такая эгида часто изготавливалась из фаянса, но также использовались другие материалы (например, кожа и бронза).

## Назначение

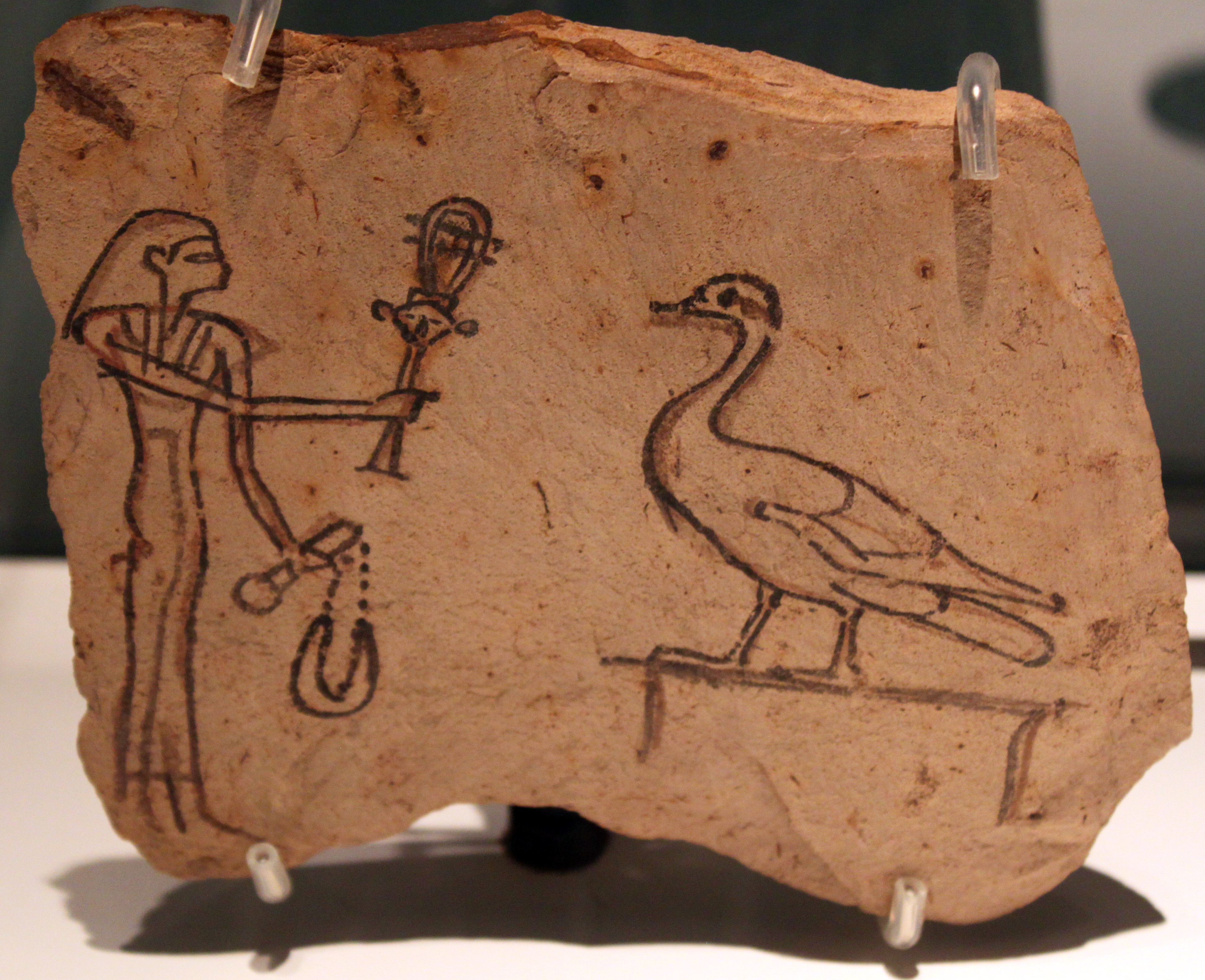
Женщина держит в руках систр и менат. Дейр эль-Медина, ок. 1400 год до н. э.

Жрицы Хатхор использовали менат как погремушку. Музыкантши и певицы потрясали менатом и систрами перед статуями божеств, отчего менат считается женским музыкальным инструментом. Совместное звучание систра и мената имитировало шорох зарослей папируса при дуновении ветра.
Часто его носили как защитный амулет и надевали даже на священного быка Аписа. Менат считался символом удачи и защиты от злых духов, поэтому нередко покойника сопровождал менат для защиты в загробном мире (с эпохи Рамессидов при XIX и XX династиях Нового Царства). Женщины надевали менат, рассчитывая укрепить здоровье и повысить плодовитость; у мужчин менат считался символом мужественности.